# Бескрајна прича (филм)
Бескрајна прича је фантастични филм из 1984. године, режисера и ко-сценаристе Волфганга Петерсена (коме је ово био први филм на енглеском језику), заснован на истоименом роману који је написао Михаел Енде. Продуцирали су га Бернд Ајхингер и Дитер Гајслер, а главне улоге тумаче Ноа Хатавеј, Барет Оливер, Тами Стронах, Патриша Хејз, Сидни Бромли, Џералд Макрејни и Мозес Ган, док Алан Опенхајмер позајмљује глас појединим ликовима. Филм прати дечака који проналази магичну књигу која говори о младом ратнику који добија задатак да спречи Ништавило, мрачну силу, да прогута чудесни свет Фантазије.
У време објављивања, ово је био најскупљи филм произведен изван Сједињених Држава или Совјетског Савеза. Први је филм у истоименом серијалу и адаптира само прву половину књиге, а самим тим не преноси насловну поруку онако како је приказана у роману. Друга половина књиге је касније искоришћена као груба основа за други филм, Бескрајна прича 2: Следеће поглавље (1990). Трећи филм, Бескрајна прича 3 (1994), има оригиналну радњу која није заснована на књизи.

## Радња
Десетогодишњи Бастијан Букс је стидљиви дечак који живи са оцем удовцем. Једног дана на путу до школе, Бастијана нападају насилници, те се он сакрива у једној књижари, нервирајући књижара, господина Кореандера. Бастијаново интересовање за књиге наводи га да пита за ону коју Кореандер чита, али му овај саветује да је не чита, говорећи да то није „безбедна” прича као обичне књиге. Са својом радозналошћу, Бастијан потајно узима књигу под називом Бескрајна прича, остављајући поруку у којој обећава да ће је вратити, и скрива се на тавану школе да би је прочитао.
Књига описује фантастични свет Фантазије који полако прождире злонамерна сила позната као „Ништавило”. Дечја Царица, која влада Фантазијом, се разболела, а млади ратник Атреј добија задатак да пронађе лек, верујући да, када царица оздрави, Ништавило више неће представљати претњу. Атреј добија медаљон познат као Аурин који ће га водити и штити у потрази. Како Атреј креће, Ништавило призива опако и веома интелигентно створење налик вуку по имену Гморк и шаље га да убије Атреја.
Атрејева потрага га упућује на џиновског саветника налик на корњачу, Древну Морлу, у Мочварама туге. Иако Аурин штити Атреја, његов вољени коњ Артакс је изгубљен у мочвари, и он наставља сам. Морла не жели да помогне Атреју због алергија и апатије, већ га упућује у Јужно Пророчиште, десет хиљада миља удаљено пре него што се врати у вечни сан. Гморк се приближава док Атреј подлеже исцрпљености покушавајући да побегне из мочвара, али га за длаку спасава змај среће Фалкор. Фалкор га води у дом два гнома који живе близу капија Јужног Пророчишта. Атреј прелази прву капију, али је збуњен када друга капија — огледало које показује гледаочево право лице — открива дечака којег Бастијан препознаје као себе. Атреј на крају упознаје Јужно Пророчиште, које му каже да је једини начин да спасе царицу да пронађе људско дете које живи изван граница Фантазије, које ће јој дати ново име. Атреј и Фалкор беже, пошто Ништавило прождире Јужно Пророчиште.
У ваздуху, Ништавило обара Атреја са Фалкорових леђа у Море могућности, при чему он губи Аурин. Буди се на обали неких напуштених рушевина, где проналази неколико мурала који приказују његову авантуру, укључујући и Гморка. Гморк се затим открива и објашњава да Фантазија представља машту човечанства и стога је безгранична, док је Ништавило манифестација губитка наде и снова. Атреј се бори са Гморком и убија га, док Ништавило почиње да гута рушевине.
Фалкор успева да поврати Аурин и спаси Атреја. Њих двојица се налазе у празнини са само малим фрагментима Фантазије који су остали, плашећи се да су пропали, све док међу фрагментима не уоче царичину кулу од слоноваче. Унутра, Атреј се извињава што је изневерио царицу, али га она уверава да је успео да јој доведе људско дете које је пратило његову потрагу – Бастијана. Она даље објашњава да, баш као што Бастијан прати Атрејеву причу, „други” прате Бастијанову, чинећи ово делом Бескрајне приче. Док Ништавило почиње да прождире кулу, царица објашњава да Бастијан мора узвикнути њено ново име да би спасио Фантазију. Не верујући да је укључен у причу, он пориче да се све ово заиста дешава. Попушта након што га она директно преклиње да каже њено ново име, трчећи до прозора на тавану да викне „Месечево Дете”.
Бастијан се буди са царицом, која му даје зрнце песка – једини остатак Фантазије. Царица каже Бастијану да има моћ да својом маштом обнови Фантазију. Бастијан поново ствара Фантазију и лети на Фалкоровим леђима да види како су земља и њени становници обновљени, укључујући Атреја и Артакса. Када Фалкор пита шта ће му бити следећа жеља, Бастијан доводи Фалкора у стварни свет да појури школске насилнике. Филм приповеда да је Бастијан имао још много жеља и авантура, „Али да то је друга прича”.

## Улоге
| Глумац          | Улога                              |
| --------------- | ---------------------------------- |
| Барет Оливер    | Бастијан Балтазар Букс             |
| Ноа Хатавеј     | Атреј                              |
| Тами Стронах    | Дечја Царица                       |
| Патриша Хејз    | Ургл                               |
| Сидни Бромли    | Енгивук                            |
| Џералд Макрејни | Барни Букс                         |
| Мозес Ган       | Каирон                             |
| Алан Опенхајмер | Фалкор Гморк Гризач Камена наратор |
| Томас Хил       | Карл Конрад Кореандер              |
| Дип Рој         | Тини Вини                          |
| Роберт Истон    | Морла                              |